# Th. Trennt

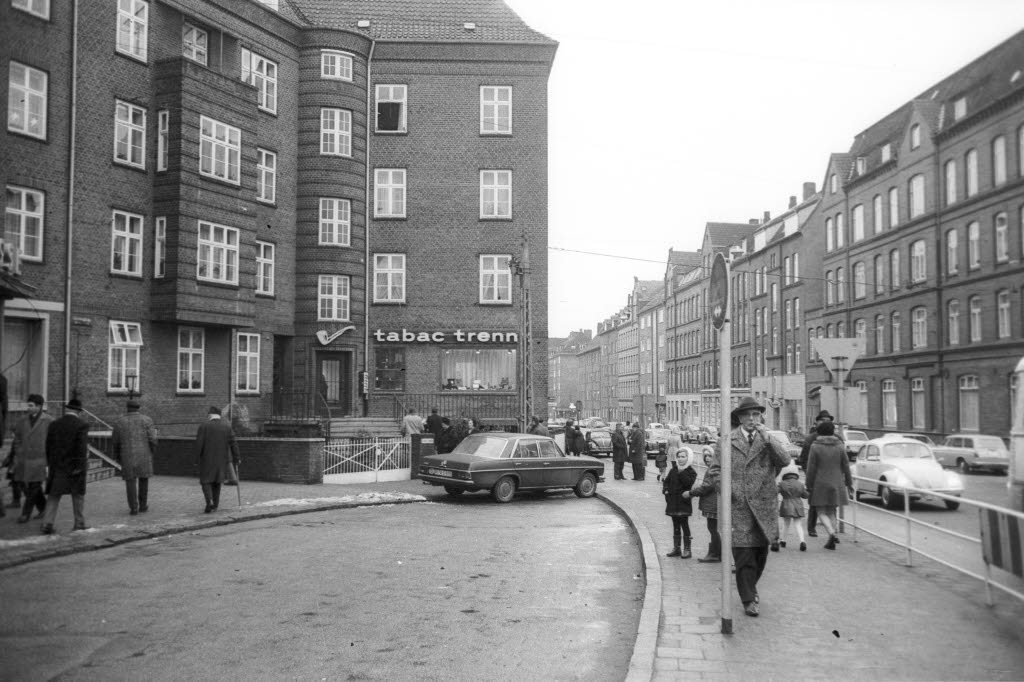
Tabak-Trennt in die Möllingstraße

Th. Trennt ist ein altes Familiengeschäft für Zigarren, Tabak und Pfeifen in Kiel.

## Geschichte
Die Familie Trennt ist seit 1711 in Kiel ansässig. Im Juli 1866 gründete der Cigarrenmacher Johann Paul Heinrich Trennt ein Geschäft in der Schumacherstraße. Bei ihm erlernte der jüngste Bruder Theodor Heinrich Trennt (1844–1905) das Handwerk.

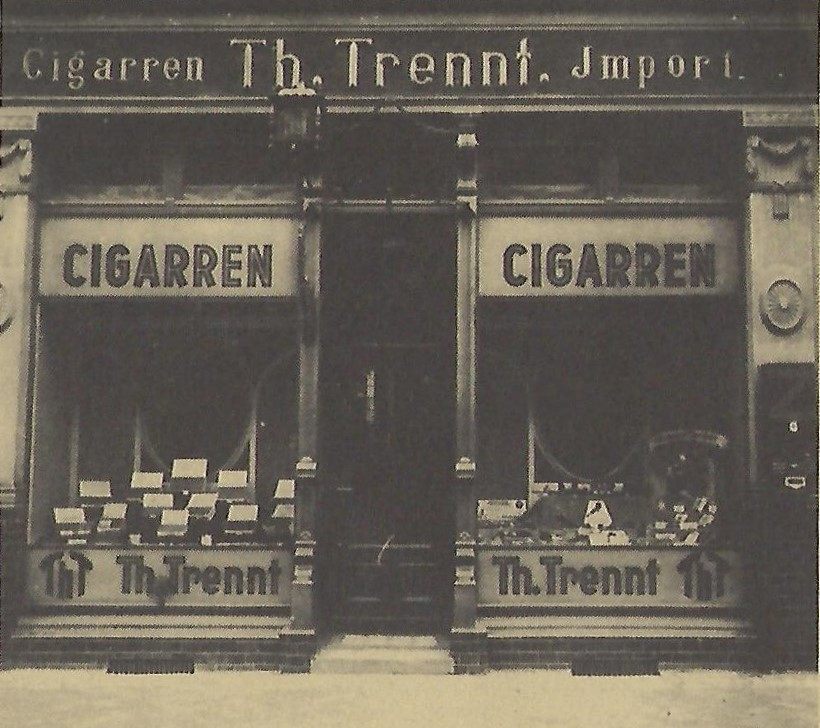
Cigarren-Import Th. Trennt in der Brunswiker Straße in Kiel (1904)

### Theodor Heinrich Trennt
Am 17. Juni 1870 eröffnete er in der Brunswik (Kiel) eine eigene Cigarrenhandlung mit Fabrikation. Die Lage war vorzüglich: im Rücken der Kleine Kiel, gegenüber die Akademischen Heilanstalten (das nachmalige Universitätsklinikum Kiel) und die Klinik von Johann Hermann Lubinus, zur Förde hin der Schlossgarten. Die Deutsche Reichsgründung brachte Wohlstand, der Reichskriegshafen Einwohner in die Stadt. Von den beiden Marinebrücken im Bereich des heutigen Oslokais fuhren Barkassen die Angehörigen der Marine und der Werften zu den Schiffen und Dienststellen im Ostuferhafen. Trennts Geschäft lief glänzend, auch der Handel mit Importen von Zigarren und Orientzigaretten aus Kairo. Neben dem Ladengeschäft begann der Versandhandel zu florieren. Beliefert wurden die Kaiserliche Marine, Deutsche Kolonien und Auslandsvertretungen. Bei der langen Transportdauer wurden die Zigarren in Kisten aus Zedernholz verpackt, in Pergament und Silberfolie eingewickelt und in Sackleinen eingenäht.
1899 wurde er 27-jährige Sohn Andreas Trennt Mitgesellschafter. Die eigene Cigarrenfabrik wurde geschlossen. Außer den Inhabern waren bis 1918 vier Angestellte und ein Laufjunge tätig. 1903 konnte Trennt das Nachbarhaus (Brunswiker Straße 5) kaufen. Eingerichtet wurden ein modernes Geschäft für „Cigarren-Import“ und eine Wohnung für die Familie.

### Andreas und Theodor Trennt
Mit dem Tod des Firmengründers am 22. Juli 1905 wurde Andreas Trennt Alleininhaber. Der Eintrag im Handelsregister lautete „Th. Trennt, Zigarren-Import und -Export, Tabakhandlung und Raucher-Artikel“. Nach Einführung der Tabaksteuer (1906) musste Trennt ein Zolllager einrichten. Der Erste Weltkrieg machte Waren knapp; auch für Cigarren und Tabak musste man anstehen. Nach dem Krieg fiel die Marine als Motor der Wirtschaft aus. Die Reduzierung der Kasernen und Dienststellen verringerte die Einwohnerzahl und verschlechterte die Lage des Handels.
Theodor Trennt, der älteste Sohn des Firmeninhabers und designierter Nachfolger, durchlief eine kaufmännische Ausbildung und eine Lehre in der Zigarrenherstellung. Ab 1924 arbeitete er bei seinem Vater. Die Deutsche Inflation 1914 bis 1923 und die Weltwirtschaftskrise setzten dem Geschäft zu. Als der Ertrag nicht mehr für zwei Familien reichte, musste Theodor Trennt sich neu orientieren.

### Karl-Heinrich und Marianne Trennt
Der jüngere Bruder Karl-Heinrich Trennt begann 1932 im väterlichen Geschäft mit Erfolg zu arbeiten. Die Aufrüstung der Kriegsmarine verbesserte die Lage von Stadt und Handel.  Zum Unternehmen Weserübung einberufen, kam Karl-Heinrich Trennt nach Trondheim. 1942 wurde er zur Bildungsinspektion Stralsund abkommandiert. Später kam er zur Infanterie der Armee Wenck. In diesen Kriegsjahren führte Trennts Frau Marianne das Geschäft. Die Luftangriffe auf Kiel zerstörten im Januar 1944 das Geschäft in der Brunswik. In ihrer Wohnung in der Tirpitzstraße (= Feldstraße) hielt Marianne Trennt das Geschäft in kleinem Umfang aufrecht. Ihr Mann geriet in russische Kriegsgefangenschaft, aus der er schon am 25. Juli 1945 entlassen wurde. Im nicht ganz zerstörten Nachbarhaus erhielt er von der Buchhandlung Wolf ein paar Quadratmeter Verkaufsfläche und ein kleines Schaufenster. Auf seinem Grundstück genehmigte die Stadt Kiel nur eine ebenerdige Ladenzeile. Sie wurde am 26. Oktober 1950 eröffnet. Mieter waren ein „Knusperhäuschen“ und eine Kunsthandlung.

#### Natur pur
Mitte der 1950er Jahre übernahmen deutsche Tabakfabriken das in den Vereinigten Staaten gebräuchliche Verfahren, Geschmacksunterschiede der Tabakernten durch künstliche Aromastoffe auszugleichen. Sie ermöglichten die Verarbeitung minderwertiger Tabaksorten und garantierten einen gleichmäßigen Geschmack; nur hatte der „mit Tabak nichts zu tun“. Trennt begann deshalb Tabaksorten allein aus hochwertigen Tabakblättern nach englischer Art zu mischen. Nach dem ersten Verkaufserfolg 1961 kamen bis 1978 sechs weitere Mischungen ins Angebot. Die Tabakfabrik Walter Wehde in Altona stellt diese naturreinen Tabaksorten noch heute in unveränderter Rezeptur her, auch nach ihrem Verkauf im Januar 1987.
Um neue Arbeitsplätze zu schaffen, erging 1933 das Gesetz, die maschinelle Fertigung in der Cigarrenindustrie einzustellen; Cigarillos und Cigarren sollten wieder in Handarbeit hergestellt werden. Als die Verordnung 1955 aufgehoben wurde, konnten Cigarillos wie Zigaretten maschinell produziert werden. Unter dem Deckblatt war ein Umblatt aus gemahlenem Tabak und Bindemitteln, ähnlich wie bei Spanplatten. Trennt pflegte seit langem Verbindungen zu Cigarrenfabriken, die erstklassige Cigarren und Cigarillos in Handarbeit fertigten. Dazu zählten Paul Lungwitz mit der Brazil-Trüllerie und Friedrich Erhard.

#### Versand
Ende der 1950er Jahre begann der Versand. Studenten und Professoren, die aus beruflichen Gründen Kiel verlassen mussten, aber nicht auf Trennts Tabakwaren verzichten mochten, ließen sich die Ware per Post schicken. Ohne jede Werbung, allein durch Empfehlungen entwickelte sich das Versandgeschäft.

#### Umzug
1967 planten mehrere Baugesellschaften die Errichtung eines Terrassenhauses mit Blick auf die Kieler Förde. Dafür benötigten sie auch das Trennt-Grundstück. Zur selben Zeit wurden im Haus von Trennts Ehefrau am Wilhelmplatz Geschäftsräume frei. Nach dem 100-jährigen Firmenjubiläum bezog sie Trennt am 30. Dezember 1970. Er führte das Geschäft noch fünf Jahre und starb am 1. August 1982.

##### Umzug 2023
Aufgrund einer Kündigung der Räumlichkeiten erfolgte Ende 2024 die Schließung der Geschäftsräume in Kiel.
Seit Anfang 2024 erfolgt der Verkauf aus der Privatimmobilie des Firmeninhabers im Nachbarort Molfsee, der Schwerpunkt liegt auf dem Versandgeschäft.

### Jochen Gunnar Trennt
Der Sohn Jochen Gunnar Trennt hatte an der Technischen Universität Berlin Betriebswirtschaftslehre studiert. Seit Mai 1976 im väterlichen Geschäft und seit dem Tod des Vaters in 4. Generation Alleininhaber, bleibt er bei der Linie, ausschließlich naturreine Tabake anzubieten. Als Zigarrenkenner verkauft er neben der Havanna Cigarren aus Honduras, Jamaika und der Dominikanischen Republik. Eine vertiefte Zusammenarbeit pflegt er mit dem Familienunternehmen August Schuster in Bünde. Am 7. November 1979 besuchte Zino Davidoff das Geschäft. Ende September 1978 demonstrierte der Kubaner Federico Hernández das Cigarrenrollen von Hand. Eine besondere Dienstleistung sind Reparaturen von Tabakpfeifen. Aufträge kommen aus ganz Deutschland. Betrieben wird eine Hausdruckerei. Den wandhohen Klimaschrank mit Auszügen baute Trennt selber. Über 2000 Versandkunden bestellen regelmäßig. Auslandslieferungen gehen derzeit nach Brasilien, Frankreich, Gran Canaria, Italien, Norwegen, Taipeh und Tokio. Im Geschäft helfen Trennts Frau, ein Teilzeitangestellter und eine Studentin.

## Werbung
1953 veranstalteten die Kieler Nachrichten einen Leserwettbewerb. Über Kieler Geschäfte sollten originelle Verse gereimt werden. Der Gewinner ist noch heute weithin bekannt:

„Jeder Smöker het sin Höker – de wat kennt, swört op Trennt.“

„Das ist die richtige Pfeife für Sie und die nehmen Sie.“

„So einen Mist, den Sie rauchen, verkaufe ich nicht, das ist synthetisch, das ist Gift.“